# Thorvald Ellegaard Arena
Die Thorvald Ellegaard Arena, auch Odense Cykelbane Arena, ist eine Sporthalle mit Radrennbahn in der dänischen Stadt Odense.

## Geschichte
Am 25. Juli 1948 wurde in Odense eine offene Radrennbahn eröffnet; sie war die Heimatbahn des Radsportvereins Cykling Odense. Auf dieser Bahn wurden 1988 die Junioren-Bahnweltmeisterschaften und 2004 die nationalen Meisterschaften ausgetragen. Da die Radrennbahn anschließend in einem schlechten Zustand war, plante die Gemeinde Odense ab 2006, diese abreißen zu lassen und das Gelände bebauen zu lassen.
Nach jahrelangen Diskussionen in der Gemeinde wurde beschlossen, eine überdachte Halle mit Radrennbahn in öffentlich-privater Partnerschaft anstelle der bisherigen Bahn errichten zu lassen. In deren Innenraum wurden Vorrichtungen für andere Sportarten vorgesehen, unter anderem für Leichtathletik. Im Herbst 2012 wurden 73 Millionen Dänische Kronen für das Projekt bereitgestellt. Die Arena wurde nach dem sechsfachen Sprint-Weltmeister Thorvald Ellegaard (1877–1954) benannt. Sie befindet sich im Odense Idrætspark, neben einem Fußballstadion, einem Fitnessstudio, einem Leichtathletikstadion, Eisbahnen, einer Bowlingbahn und einem Kricketstadion. Die Arena wurde am 16. Januar 2015 offiziell eingeweiht. Inzwischen wurden hier mehrfach dänische und norwegische Bahnmeisterschaften ausgetragen sowie 2017 und 2019 die Nordischen Meisterschaften. Im Oktober 2017 stellt der 18-Jährige Rennfahrer Mikkel Bjerg auf der Bahn mit 52,311 Kilometer einen neuen dänischen Stundenrekord auf.

## Bau
Die Radrennbahn selbst ist gemäß den Richtlinien des Weltradsportverbandes UCI 250 Meter lang, mit einer Kurvenüberhöhung von 42 Grad. Die Laufbahnen sind 200 Meter lang. Da die Halle als reine Trainingsstätte gedacht war, gibt es keine Sitzplätze für Zuschauer. Die 7200 Quadratmeter große Arena ist mit einem 13.200 großen Dach aus halbtransparentem, federleichtem Textilgewebe überdeckt; auf diesem Dach wird Regenwasser gesammelt und in einen nahegelegenen See geleitet. Ihre ungewöhnliche äußere Form wird mal mit einem Doughnut, mal mit einer Schildkröte verglichen. 2016 wurde die Thorvald Ellegaard Arena bei den Architizer Awards besonders erwähnt.

## Diverses
Der Verein Cykling Odense, der das älteste Radrennen Dänemarks, die Fyen Rundt, organisiert, hat seinen Sitz in der Arena.